# Xã Fairfield, Quận Jackson, Iowa
Xã Fairfield (tiếng Anh: Fairfield Township) là một xã thuộc quận Jackson, tiểu bang Iowa, Hoa Kỳ. Năm 2010, dân số của xã này là 362 người.